# Arthur Janov
Arthur Janov (* 21. August 1924 in Los Angeles; † 1. Oktober 2017 in Malibu) war ein US-amerikanischer Psychologe und Autor. International bekannt wurde er durch sein 1970 veröffentlichtes erstes Buch The Primal Scream (deutsch Der Urschrei), das weite Verbreitung fand. Besonders die anglophone Popkultur rezipierte das Werk des Forschers (John Lennon und Tears for fears).

## Leben
Arthur Janov war der Sohn des russischstämmigen LKW-Fahrers Conrad Janov und dessen Ehefrau Anne Coretsky-Janov. Er studierte an der University of California, Los Angeles und promovierte in Claremont an der Graduate School in Sozialpsychiatrischer Arbeit. Er arbeitete einige Jahre als Psychotherapeut nach Freudscher Richtung, von 1952 bis 1967 in seiner privaten Praxis. Öffentliches Interesse erlangte er mit seinem Buch Der Urschrei (engl. The Primal Scream). Darin beschrieb er das Phänomen katastrophaler frühkindlicher Erfahrungen und Erlebnisse, das er als Primal Pain (deutsch: „Urschmerz“) bezeichnete. Janov beschreibt in seinen Büchern die von ihm entwickelte Primärtherapie (engl.: Primal Therapy) als die einzig wirksame Psychotherapie. Seiner Meinung nach können nur Psychotherapien, die die psychophysischen Zusammenhänge sogenannter mentaler Krankheiten berücksichtigen und tiefe Gefühle erlauben, bleibende und messbare Verhaltensänderungen bewirken. Laut Janov ist der Schmerz aus frühester Kindheit nicht nur die Basis für psychische, sondern auch für physische Erkrankungen. Janov befasste sich damit, den Urschmerz im psychotherapeutischen Umfeld von Neurosen und Psychosen näher zu erforschen und zu analysieren.
Er hielt Vorträge, bildete Schüler aus und publizierte über die von ihm entwickelte Primärtherapie. Seit 1989 leitete er zusammen mit seiner zweiten Frau, France Janov, sein zweites Institut (The Janov Primal Center) in Santa Monica (Kalifornien, USA). Das ursprüngliche, von ihm mit seiner ersten Frau Vivian Janov gegründete Institut wird von ihr weitergeführt. Janov starb am 1. Oktober 2017 im Alter von 93 Jahren.

## Zitat
„Man muß den Schmerz durchmachen, wenn man auf dem Weg zur Heilung ist, und nicht jeder kann oder möchte dies.“

## Trivia
John Lennon schrieb 1970 als Reaktion auf seine Urschrei-Therapie das Lied „Mother“, in dem er den Schmerz seiner Kindheit verarbeitet, darunter auch den "zweifachen Verlust" seiner Mutter, wie er es in einem Interview dem "Playboy" gegenüber einmal ausdrückte. Diese war 1958 durch einen Autounfall ums Leben gekommen. Das Lied geht am Schluss in einen Refrain aus ziemlich schmerzvoll erschallenden Schreien über.
Die Mitglieder der britischen Band Tears for fears verarbeiteten das Werk von Janov intensiv. Ein hervorstechendes Lied dabei ist Shout.

## Veröffentlichungen (Auswahl)
Bücher
- 1970: The Primal Scream. Verlag Putnam’s Sons, New York 1970.
- 1971: The Anatomy of Mental Illness. Verlag Putnam’s Sons, New York 1971.
- 1972: The Primal Revolution. Toward a Real World. 1972, ISBN 0-671-21641-4.
- 1973: The Feeling Child. Verlag Simon & Schuster. ISBN 0671220225 (1975).
- 1975: Primal Man. The New Consciousness. 1975, ISBN 0-690-01015-X.
- 1980: Prisoners of Pain. Unlocking the Power of the Mind to End Suffering. 1980, ISBN 0-385-15791-6.
- 1984: Imprints. The Lifelong Effects of the Birth Experience. 1983, ISBN 0-399-51086-9.
- 1991: The New Primal Scream. Primal Therapy 20 Years on. 1991.
- 1996: Why You Get Sick and How You Get Well: The Healing Power of Feelings. 1996, ISBN 0-787106852.
- 2000: The Biology of Love. 2000, ISBN 1-573928291.
- 2005: Grand Delusions. Psychotherapies Without Feeling. 2005.
- 2006: Sexualité et subconscient: Perversions et déviances de la libid. Titel des englischsprachigen Manuskripts: Sex and the Subconscious, 2006, ISBN 2-268057208.
- 2006: Primal Healing: Access the Incredible Power of Feelings to Improve Your Health. 2006, ISBN 1-56414-916-1.
- 2007: The Janov Solution: Lifting Depression Through Primal Therapy. 2007, ISBN 1-58501-111-8.
- 2011: Life Before Birth: The Hidden Script That Rules Our Lives. Verlag NTI Upstream, Chicago 2011, ISBN 978-0-9836396-0-2.
- 2016: Beyond Belief: Cults, Healers, Mystics and Gurus – Why We Believe. Reputation Books, 2016, ISBN 0986203173.

Bücher auf Deutsch
- 1973: Der Urschrei. Ein neuer Weg der Psychotherapie. Übers. Margaret Carroux. S. Fischer, 1973. Fischer-TB 1975–1993 (108. Tsd.), ISBN 3-596262860.
- 1974: Anatomie der Neurose. Die wissenschaftliche Grundlegung der Urschrei-Therapie. Übers. K. Deserno. S. Fischer, 1974, 1976, 2016, ISBN 3-596311802.
- 1974: Das befreite Kind. Grundsätze einer primärtherapeutischen Erziehung. Übers. Willi Köhler, S. Fischer, 1974, 2016, ISBN 3-596312078.
- 1976: Revolution der Psyche. Anwendungen und Erfolge der Primärtherapie. Übers. Monika Kruttke. S. Fischer, Frankfurt am Main 1976, 2016, ISBN 3-100367049.
- 1977: Das neue Bewußtsein. Das Hauptwerk des Begründers der Primärtherapie. Übers. Monika Kruttke, S. Fischer, 1977, 2016, ISBN 3-100367057.
- 1981: Gefangen im Schmerz. Befreiung durch seelische Kräfte. Übers. Aurel Ende, S. Fischer, 1981 (8. Tsd.), 2016, ISBN 3-596311799.
- 1984: Frühe Prägungen. Die lebenslangen Auswirkungen der Geburtserfahrung. Übers. Joachim Frank, S. Fischer, 1984, 2016, ISBN 3-596312736.
- 1993: Der neue Urschrei. Fortschritte in der Primärtherapie. Übers. Elke Scheidt. Fischer-Taschenbuch, 1993, 2016, ISBN 3-596312752.
- 2012: Vorgeburtliches Bewusstsein. Das geheime Drehbuch, das unser Leben bestimmt. Übers. Wiebke Krabbe, Scorpio-Verlag, München 2012, ISBN 3-942166844.

Neuauflagen
- Anatomie der Neurose. Die wissenschaftliche Grundlegung der Urschrei-Therapie. ISBN 978-3-596-31180-4.
- Das befreite Kind. Grundsätze einer primärtherapeutischen Erziehung. ISBN 978-3-596-31207-8.
- Das neue Bewußtsein. Das Hauptwerk des Begründers der Primärtherapie. ISBN 978-3-596-31274-0.
- Der neue Urschrei. Fortschritte in der Primärtherapie. ISBN 978-3-596-31275-7.
- Frühe Prägungen. ISBN 978-3-596-31273-3.
- Gefangen im Schmerz. Befreiung durch seelische Kräfte. ISBN 978-3-596-31179-8.
- Revolution der Psyche. Erfolge der Primärtherapie. Fischer Verlag. ISBN 978-3-596-31178-1.